# Glenwood (Geòrgia)
Glenwood és una població dels Estats Units a l'estat de Geòrgia. Segons el cens del 2000 tenia 884 habitants.

## Demografia
Segons el cens del 2000, Glenwood tenia 884 habitants, 354 habitatges, i 210 famílies. La densitat de població era de 108 habitants/km².
Dels 354 habitatges en un 31,1% hi vivien nens de menys de 18 anys, en un 36,4% hi vivien parelles casades, en un 20,1% dones solteres, i en un 40,4% no eren unitats familiars. En el 37% dels habitatges hi vivien persones soles el 18,1% de les quals corresponia a persones de 65 anys o més que vivien soles. El nombre mitjà de persones vivint en cada habitatge era de 2,32 i el nombre mitjà de persones que vivien en cada família era de 3,1.
Per edats la població es repartia de la següent manera: un 25% tenia menys de 18 anys, un 10,1% entre 18 i 24, un 24,8% entre 25 i 44, un 21,4% de 45 a 60 i un 18,8% 65 anys o més.
L'edat mediana era de 38 anys. Per cada 100 dones de 18 o més anys hi havia 75,4 homes.
La renda mediana per habitatge era de 16.900 $ i la renda mediana per família de 23.125 $. Els homes tenien una renda mediana de 25.500 $ mentre que les dones 20.000 $. La renda per capita de la població era de 13.301 $. Entorn del 26,8% de les famílies i el 36,4% de la població estaven per davall del llindar de pobresa.

## Poblacions més properes
El següent diagrama mostra les poblacions més properes.